# Achenebbisj
Achenebbisj, ook wel gespeld als aggenebbisj, ochenebbisj of oggenebbisj (met de klemtoon op neb), is een van oorsprong Jiddisch woord, dat oorspronkelijk vooral door de Joodse gemeenschap in Amsterdam werd gebruikt.

## Betekenis
Achenebbisj betekent "armoedig, rommelig", "niets, mis", "zielig, pover" of "schamel". De term wordt daarnaast ook gebruikt als uitroep van teleurstelling of medelijden: helaas, ocharm, jammer genoeg. (Voorbeeld: Hemmo is een Achenebbisj figuur)
Sinds begin 20e eeuw komt het woord ook in de schrijftaal voor.
Aggenebbisj” (ach, hoe akelig) sprak Maupie Waas op medelijdenden toon.— Voorbeeld

## Oorsprong en etymologie
Het woord is een samenstelling van de Nederlandse (of Duitse) verzuchting ach (och) en het Jiddische nebbisj. Het Jiddische woord nebbisj, nebbesj of nebbich komt vermoedelijk uit het Oud-Tsjechische "neboh" hetgeen stumper betekent.

## Spelling
Van Dale vermeldt als spellingsvormen zowel achenebbisj als aggenebbisj. Het Groene Boekje daarentegen geeft alleen de schrijfwijze achenebbisj.

### Afleidingen
Een achenebbisjfiguur of een nebbisjmannetje is een schlemiel ofwel een arme stakker. Nebbisjdik betekent jammerlijk of sneu.

## Varia
Het woord werd door lezers van Het Parool in 2006 uitgeroepen tot het mooiste Amsterdamse woord. Het kreeg als zodanig de voorkeur boven andere kandidaat-woorden als pikketanussie, attenoje, drijfsijssie en Mokum.